# Bif Naked
Bif Naked (New Delhi, 17 juni 1971) is een Canadese punkrockzangeres. Ze werd geboren in India maar werd geadopteerd door twee Amerikaanse missionarissen. Naast muzikant is ze ook songwriter, poëet en actrice.

## Muziek
De band van Bif Naked speelt punkrock met een hoog popgehalte. Het eerste album werd uitgebracht in 1995. Tien jaar later, in 2005, bracht ze een nieuw, meer persoonlijk album uit onder de titel SuperBeautifulMonster. Met dit album kreeg ze ook naamsbekendheid buiten Canada doordat het in Europa goed werd verkocht. Vocaal bekeken wordt Bif Naked vaak vergeleken met onder meer Courtney Love en Brody Dalle. In haar thuisland luidt haar bijnaam Canada's Punk Rock Princess en komt ze regelmatig terug in de hitlijsten. Enkele bekende nummers van haar zijn Let Down, Moment of Weakness en I Love Myself Today. Anno 2014 heeft Bif Naked vijf albums uitgebracht.

## Discografie

### Albums
- 1995: Bif Naked
- 1998: I Bificus
- 2001: Purge
- 2005: SuperBeautifulMonster
- 2009: The Promise

### Ep's
- 1994: Four Songs and a Poem
- 2000: Another 5 Songs and a Poem

### Compilaties
- 1997: Okenspay Ordway: Things I Forgot to Tell Mommy
- 2003: Essentially Naked (Best Of)
- 2012: Bif Naked Forever: Acoustic Hits & Other Delights

### Gastoptredens
- 1999: Buffy the Vampire Slayer: The Album
- 2002: D.O.A. - Win the Battle
- 2006: Dead Celebrity Status - Blood Music

### Enkele hits
- 1995: Daddy's Getting Married
- 1998: Spaceman
- 1998: Lucky
- 1999: Moment of Weakness
- 2000: Twitch
- 2000: We're Not Gonna Take It (Twisted Sister cover)
- 2001: I Love Myself Today
- 2003: Rich and Filthy
- 2005: Let Down
- 2005: Nothing Else Matters (Metallica cover)

## Trivia
- Bif Naked is hevig getatoeëerd. Ze heeft haar eerste tatoeage (een Oog van Horus) laten plaatsen toen ze 16 was.
- Bif Nakeds band speelde enkele nummers in de horrorserie Buffy the Vampire Slayer, het nummer Lucky dat op de officiële soundtrack cd verscheen is dan ook een van de bekendste en populairste soundtrack songs van de serie.
- Als actrice debuteerde Bif Naked in 2003 in de horrorfilm House of Dead.

## Filmografie
- Archangel (1990)
- The Boys Club (1996)
- The Crow: Stairway to Heaven (1998) (tv-serie, 1 afl.)
- Buffy the Vampire Slayer (1999) (tv-serie, 1 afl.)
- Best Actress (2000) (tv-film)
- Lunch with Charles (2001)
- House of Dead (2003)
- Crossing (2007)
- The Scene: An Exploration of Music in Toronto (2013) (documentaire)